# Hotshot-crew

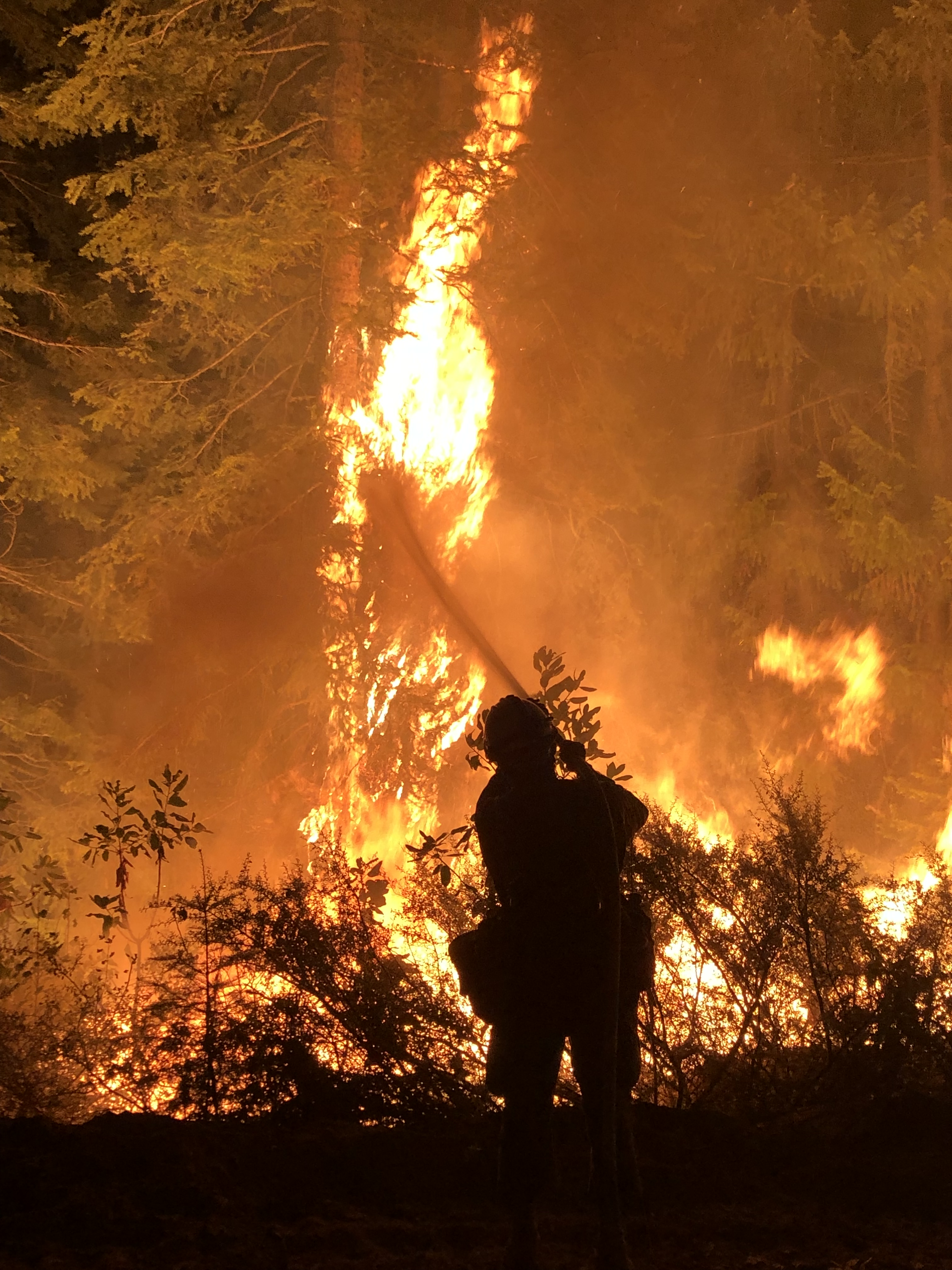
Hotshot-crew aan het werk om te voorkomen dat omwonende getroffen worden.

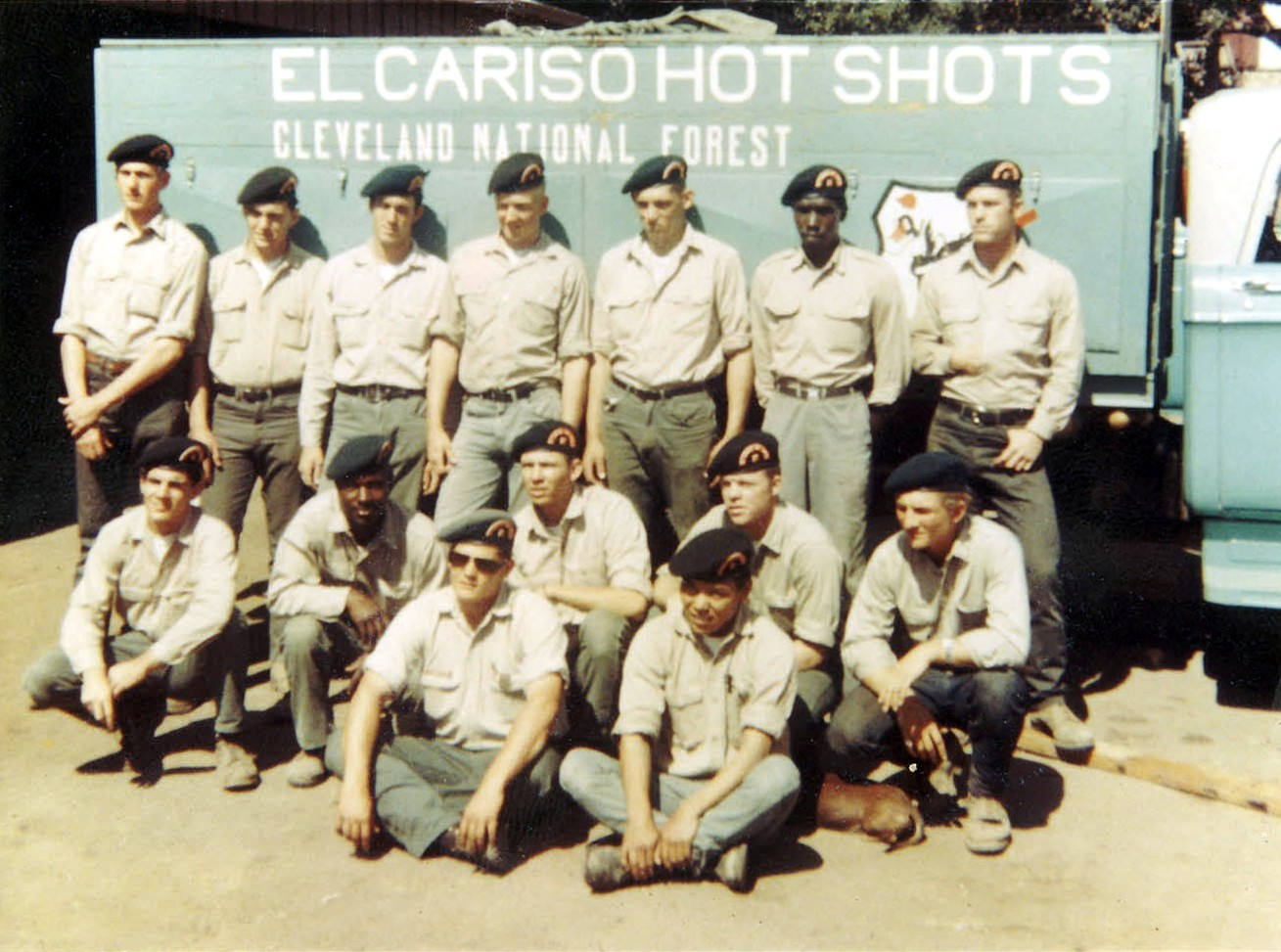
1966 El Cariso Hotshots Crew 2

Een Interagency-hotshot-crew (veelal afgekort tot IHC of hotshots) zijn gecertificeerde brandweerlieden die op strategische en tactische wijze zware natuurbranden bestrijden door afscheidingen te maken tussen vuur en bewoonde onbeschadigde gebieden. Een hotshot-crew, bestaande uit 18 tot 22 elite bosbrandexperts, maken brandgangen en bestrijden vuur met vuur. Ze gaan vaak te voet ver in de wildernis met kettingzagen, branders en zware gereedschappen. Dit behoort tot een van de gevaarlijkste jobs ter wereld.

## Geschiedenis
Vroeger, in de jaren 30, werden bosbranden in de VS bestreden door ingehuurde ploegen zonder enige ervaring of trainingen. Van 1933 tot 1946 waren dit vooral werkhulpprogramma's en CCC-kampen met voornamelijk jonge ongehuwde mannen in dienst. Vanaf 1946 werden de eerste brandweerlieden en CCC-kamp-leden getraind tot allereerste hotshots. Ten minste een van de CCC-kamp-leden is ook daadwerkelijk benoemd tot een hotshot. Het programma werd in 1974 uitgebreid waarna het in 1980 de term interagency-hotshot-crew kreeg en werd goedgekeurd door de autoriteiten. Anno 2018 telde de VS in totaal 113 hotshot-crews verspreid over het hele land.

## Granite Mountain Hotshots
Op 30 juni 2013 kwamen de Granite Mountain Hotshots in moeilijkheden bij Yarnell Hill in de buurt van Yarnell, in de staat Arizona. Negentien van de twintig bemanningsleden kwamen op tragische wijze om het leven toen hun ontsnappingsroute werd afgesneden door een naderende brand. Uit onderzoek bleek dat dit te wijten viel door het slechte radiocontact. De film Only the Brave uit 2017 vertelt dit tragisch verhaal.

## Agentschappen (USA)
Het wordt onder andere georganiseerd door de volgende agentschappen (onvolledige lijst):
- United States Forest Service
- National Park Service
- Bureau of Indian Affairs
- Bureau of Land Management